# John Lubbock
Pour les articles homonymes, voir John et Lubbock.
John Lubbock, 1er baron Avebury, né à Londres le 30 avril 1834 et mort le 28 mai 1913, est un préhistorien et un naturaliste anglais, de même qu'un banquier et un homme politique.

## Biographie
Ce fils de John William Lubbock étudie au collège d'Eton dès l'âge de 11 ans pour ensuite rejoindre la banque de son père. Élu deux fois au Parlement comme parlementaire de Maidstone, il a une carrière politique influente où il présente plusieurs projets de réformes, tout en cultivant une passion pour l'anthropologie et les sciences naturelles. Il est nommé 1er baron Avebury en 1900.
Son œuvre écrite a beaucoup d'influence dans les domaines de l'archéologie et de l'entomologie. Il publie environ vingt-cinq livres et plus d'une centaine d'articles scientifiques. Excellent vulgarisateur, il présente de nombreuses conférences sur des sujets tels que la géologie, l'anthropologie, la biologie et même l'économie. Il porte ses études notamment sur les mœurs de l'homme préhistorique. Dans Les Origines de la Civilisation, il analyse les mœurs de différents peuples pour faire comprendre leurs natures et leurs systèmes sociaux.
Son livre L'homme préhistorique donne de nombreux détails et statistiques sur les populations primitives. Il y présente une vision qui s'inspire de Charles Darwin. Pour appuyer ses opinions, il se sert des découvertes archéologiques faites à travers le monde et de l'analyse des coutumes de sociétés primitives qu'il appelait sauvages modernes et qui vivaient encore en Scandinavie. Il considère que les cultures préhistoriques font partie du développement humain. Il invente en 1865 les mots Paléolithique et Néolithique pour faire la distinction entre ces deux périodes de l'Âge de la pierre.
Il s'intéresse aussi au comportement des hyménoptères sociaux tels que les fourmis et les abeilles. Son livre Ants, Bees, and Wasps (« Des Fourmis, des Abeilles et des Guêpes ») relate ses observations entomologiques.
Il écrit même un livre philosophique et spirituel sur la quête du bonheur où il fait l'éloge des vertus et beautés qui nous entourent, Le bonheur de vivre.
Il fait partie des deux premiers scientifiques chargés de valider un article : ce sera la première « évaluation par les pairs », mise en place par la revue Philosophical Transactions.
Il préside la Linnean Society of London de 1881 à 1886.

## Citations
- Je pense que l'on ne croit pas à l'intelligence des animaux, car l'on essaye toujours de leur transmettre nos idées, au lieu de parvenir à mettre au point un code pour qu'ils nous communiquent les leurs.
- L'important n'est pas tant que l'on devrait enseigner à chaque enfant, mais que l'on devrait donner à chaque enfant le désir d'apprendre.
- Quand les malheurs arrivent, nous les rendons pires en nous en affligeant.

## Sources
- Clark J.F. McDiarmid (1997). “The ants were duly visited” : Making sense of John Lubbock, scientific naturalism and the senses of social insects. The British Journal for the History of Science, 30 : 151- 176.

## Œuvres
- Lubbock, Sir John, Prehistoric Times. Londres, Williams and Norgate, 1865.
- Lubbock, Sir John, The Origin of Civilisation and the primitive Condition of Man. New York, Appleton and Co., 1871.
- Lubbock, Sir John, Les Origines de la civilisation, trad. Edmond Barbier. Paris, Germer Baillière, 1873.
- Lubbock, Sir John, L'homme préhistorique, trad. Edmond Barbier. Paris, Germer Baillière, 1876 (3e éd. augmentée traduite d'après la 4e édition anglaise sous le titre L'homme préhistorique étudié d'après les monuments et les costumes retrouvés dans les différents pays de l'Europe, suivi d'une étude sur les mœurs et coutumes des sauvages modernes, en 2 vol., Paris, Félix Alcan, coll. «Bibliothèque scientifique internationale», 1888). Lire cet ouvrage.
- Lubbock, Sir John, La Condition primitive de l'Homme, 1870.
- Lubbock, Sir John, Ants, bees, and wasps, a record of observations on the habits of the social hymenoptera, London, Kegan Paul, Trench, Trubner and Co., 1882 (Trad. française: Fourmis, abeilles et guêpes: études expérimentales sur l'organisation et les mœurs des sociétés d'insectes hyménoptères, 2 vol., Paris, Germer Baillière, coll. «Bibliothèque scientifique internationale», 1883).
- Lubbock, Sir John, The Pleasures of Life, New York, Macmillan, 2 vol. 1887-89. Trad. Émile Hovelaque, sous le titre L'emploi de la vie, Paris, Félix Alcan, coll. «Bibliothèque de philosophie contemporaine», 1897.
Lire le texte anglais appartenant au domaine public.
- Lubbock, Sir John, Les sens et l'instinct chez les animaux, et principalement chez les insectes, Paris, Félix Alcan, coll. «Bibliothèque scientifique internationale», 1890.
- Lubbock, Sir John, Le Bonheur de vivre, 2 vol., Paris, Félix Alcan, coll. «Bibliothèque de philosophie contemporaine», 1891.
- Lubbock, Sir John, Le bonheur de vivre, Angoulême, Éditions Abeille et Castor, 2010.
Lire la présentation.

#### Classement encyclopédique
- Sciences humaines
  - Archéologie
    - Préhistoire
      - Liste de préhistoriens